# Hellfest
Hellfest, també anomenat Hellfest Summer Open Air, és un festival de rock centrat en la música heavy metal que se celebra anualment al mes de juny a Clisson, al departament francès del Loira Atlàntic. És un dels festivals dedicat al metal més grans d'Europa i el primer d'aquestes característiques a l'Estat francès.
Els seus orígens es troben al Fury Fest, celebrat del 2002 al 2005 a diferents zones del País del Loira. Hellfest existeix des del 2006 i al llarg dels anys ha viscut un augment continuat de visitants, passant de 22.000 en la primera edició a 55.000 entrades venudes el 2017.
La seva programació se centra principalment en el rock dur i el heavy metal als dos escenaris principals, mentre que cadascun dels altres quatre escenaris del festival està dedicat a un estil particular com el black metal, el death metal, el doom metal o l'stoner metal, fent possible la presència de grups com Iron Maiden, Deep Purple, ZZ Top, Motörhead i KISS, així com la de Slayer, Megadeth, Sepultura, Cannibal Corpse o Anthrax.